# Фраппато

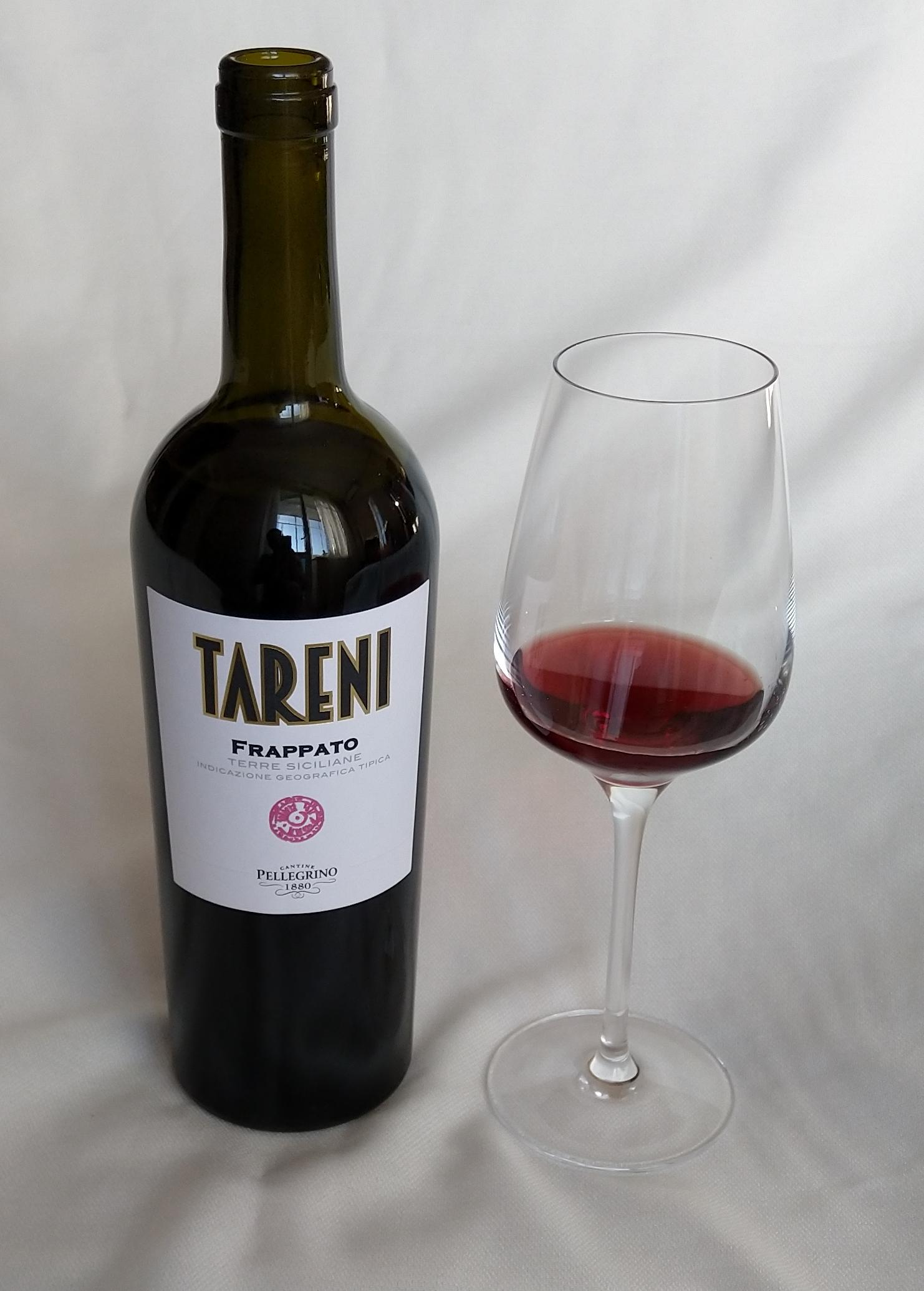
Вино з винограду фраппато

Фраппато (італ. Frappato) — італійський технічний сорт червоного винограду. 

## Історія
Сорт скоріш за все має давню історію, але перша письмова згадка про нього датується XVII сторіччям. 

## Розповсюдження
Фраппато вирощується в Італії, є автохтонним сортом острова Сицилія, найбільші площі виноградників знаходяться на його південно-східному узбережжі.

## Характеристики сорту
Посухостійкий сорт. Гроно має середній або великий розмір. Воно може бути циліндричної або пірамідальної форми, досить щільне. Ягоди темно-фіолетові, вкриті кутином. Квітка двостатева. Аналіз ДНК встановив спорідненість фраппато до іншого італійського сорту — санджовезе.

## Характеристики вина
З фраппато виробляють як моносортові, так і купажні вина, зазвичай у поєднанні з іншим місцевим сортом Неро д'Авола. Зокрема у виноробній зоні італ. Cerasuolo di Vittoria DOCG — єдиній на Сицилії, вина з якої мають найвищу категорії якості DOCG, виробляють купажні вина з цих сортів поєднаних у різних пропорціях. Вино має гранатовий колір, порівняно низький вміст танінів. Гарно поєднується з багатьма стравами італійської кухні.